# Franz Pollitzer
Franz Pollitzer (* 14. November 1885 in Gablonz; † 1942 in Auschwitz) war ein österreichisch-deutscher Physikochemiker.

## Leben
Pollitzers aus Ungarn stammender Vater Adam Pollitzer (1835–1899) eröffnete 1867 in Wien ein Kurzwarengeschäft und heiratete 1868 Pauline Spitzer (1847–1903). 1872 zog die Familie nach Gablonz, wo Franz Pollitzer als letztes der fünf Kinder geboren wurde. 1891 zog die Familie nach Berlin.
Nach der 1904 bestandenen Reifeprüfung an der Luisenstädtischen Realschule begann Pollitzer im Sommersemester 1904 das Studium der Chemie und Physik an der Universität zu Berlin. Im folgenden Wintersemester studierte er in Wien an der Technischen Hochschule und der Universität u. a. bei Ludwig Boltzmann und konvertierte zum Katholizismus. Ab Ostern 1905 studierte er weiter an der Universität zu Berlin und fertigte bei Walther Nernst seine Dissertation über das Gleichgewicht der Reaktion von Schwefelwasserstoff mit Jod an. Nach den vier mündlichen Prüfungen (Physik bei Max Planck) wurde Pollitzer im Oktober 1909 promoviert.
Nach der Promotion arbeitete Pollitzer als Nernsts Assistent im Physikalisch-Chemischen-Institut der Universität zu Berlin. Seine Untersuchungen der Temperaturabhängigkeit der Spezifischen Wärme bis −210 °C dienten der Bestätigung des Nernstschen Wärmetheorems.
Ab 1. Januar 1911 arbeitete Pollitzer bei Linde’s Eismaschinen in Höllriegelskreuth. Sein Schwerpunkt war die Entwicklung von Apparaturen und Methoden für die Luftverflüssigung. Insbesondere waren in Gasgemischen zur Vermeidung von Verunreinigungen die Gase zu trennen. Durch eigene Versuche fand er die Gründe für die häufigen Explosionen. 1914 wurde er Leiter der Abteilung für Chemie, Verfahrenstechnik und Patentwesen.
Im Ersten Weltkrieg wurde er auf eigenen Wunsch zur Österreichisch-Ungarischen Armee eingezogen und arbeitete als Chemiker in einer Sprengstofffabrik  bei Wien. Nach dem Krieg kehrte er zu Linde’s Eismaschinen zurück. Im Februar 1921 wurde er auf Vorschlag Kasimir Fajans’ in die Deutsche Physikalische Gesellschaft (DPG) aufgenommen. 1922 erhielt er die bayerische Staatsbürgerschaft. 1925 erwarb er ein Grundstück in Großhesselohe und ließ sich dort ein Haus bauen. 1927 heiratete er die katholische Katharina Megele aus Memmingen (1890–1981), deren 1911 geborenen Sohn er adoptierte. 1928 erteilte ihm die Firma Linde Prokura.
Nach Hitlers Machtergreifung 1933 war Pollitzer als Beschäftigter jüdischer Herkunft der Privatwirtschaft von den Nürnberger Gesetzen 1935 nicht betroffen. Im August 1938 meldete er ein Patent für ein Verfahren zur Beseitigung des störenden Ozons bei der Luftverflüssigung an. Am 10. November 1938 nach der Reichspogromnacht wurde Pollitzer in seinem Haus von der GeStaPo verhaftet und ins KZ Dachau eingeliefert. Am 26. November 1938 wurde er aus dem KZ entlassen und in das Münchener Polizeigefängnis verlegt. Aufgrund der Bemühungen des Generaldirektors der Firma Linde und Wehrwirtschaftsführers Friedrich Linde (Sohn des Firmengründers Carl von Linde) und des Physikers Walther Meißner erfolgte Pollitzers Freilassung im Dezember 1938 unter der Bedingung, Deutschland schnellstmöglich zu verlassen. Mit Rundschreiben des Vorsitzenden der DPG Peter Debye wurden im Dezember 1938 die jüdischen Mitglieder der DPG zum Austritt aufgefordert. Pollitzer wurde zum 31. Dezember 1938 mit einer Abfindung aus der Firma Linde entlassen. Haus mit Inhalt und das Grundstück verkaufte er an die Firma Linde, wobei der Erlös auf ein Sperrkonto kam. Der nach Reichsfluchtsteuer, Exportförderungsabgabe und Judenvermögensabgabe verbliebene Rest seines Vermögens wurde größtenteils von der GeStaPo beschlagnahmt. Seine Lebensversicherung hatte er gekündigt.
Am 13. April 1939 emigrierte Pollitzer zusammen mit seiner Frau nach Paris, wo er eine Anstellung bei der Air Liquide erhielt. Dort traf er auch den befreundeten Physikochemiker Franz Eugen Simon. Er meldete weiter Patente für die Firma Linde an.
Nach Beginn des Zweiten Weltkriegs wurde Pollitzer im Oktober 1939 als feindlicher Ausländer interniert. Sein verbliebenes Vermögen wurde beschlagnahmt. Seine Frau wurde 1940 einige Monate lang interniert. Nach der Niederlage Frankreichs wurden den Pollitzers von der deutschen Besatzungsbehörde die letzten Wertgegenstände abgenommen. Nach der Freilassung aus der Internierung zogen sie in die freie Zone nach Arthès. Dort wurde Pollitzer während einer großen Razzia am 26. August 1942 verhaftet und in ein Sammellager in Saint-Sulpice-la-Pointe gebracht. Am 9. September 1942 wurde er aus dem Sammellager Drancy nach Auschwitz deportiert, wo er am 11. September ankam.
Pollitzers Frau Katharina Pollitzer hatte unter Berufung auf ihren Mischehe-Status seine Deportation zu verhindern versucht, aber dieser Status hatte außerhalb Deutschlands keine Gültigkeit. Der Empfehlung, sich scheiden zu lassen und nach Deutschland zu remigrieren, folgte sie nicht. 1946 kehrte sie aus Meudon nach Deutschland zurück und starb im Februar 1981 in München.